# 釜山塔
35°6′4.39″N 129°1′56.26″E / 35.1012194°N 129.0322944°E
釜山塔（韓語：부산타워）是一座位于韓國釜山廣域市中區龍頭山公園的展望塔，建于1973年，約120公尺高。在釜山塔下的本館中設有海洋水族館和科學展示館。

## 图库

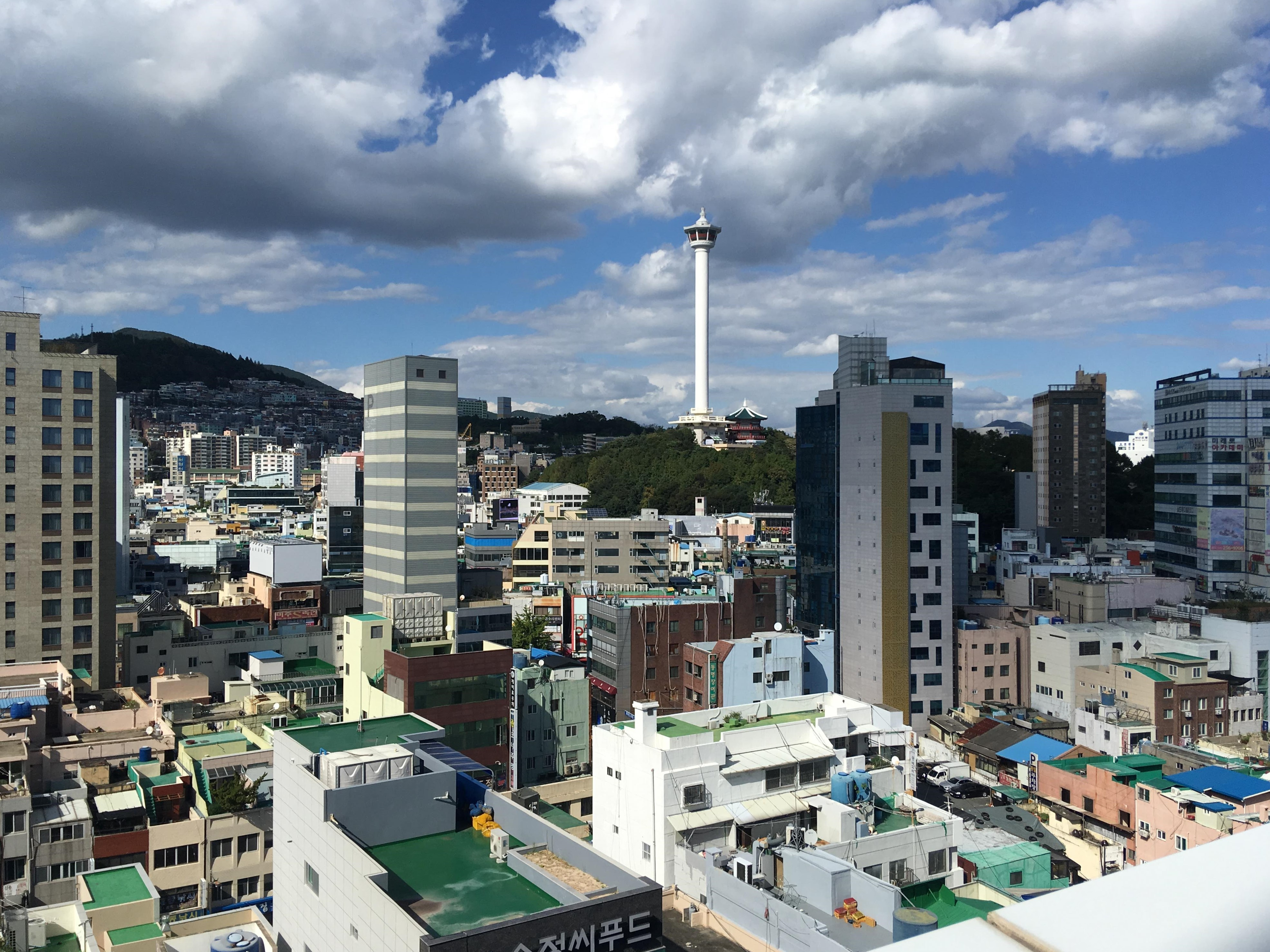
從札嘎其遠眺龍頭山公園和釜山塔
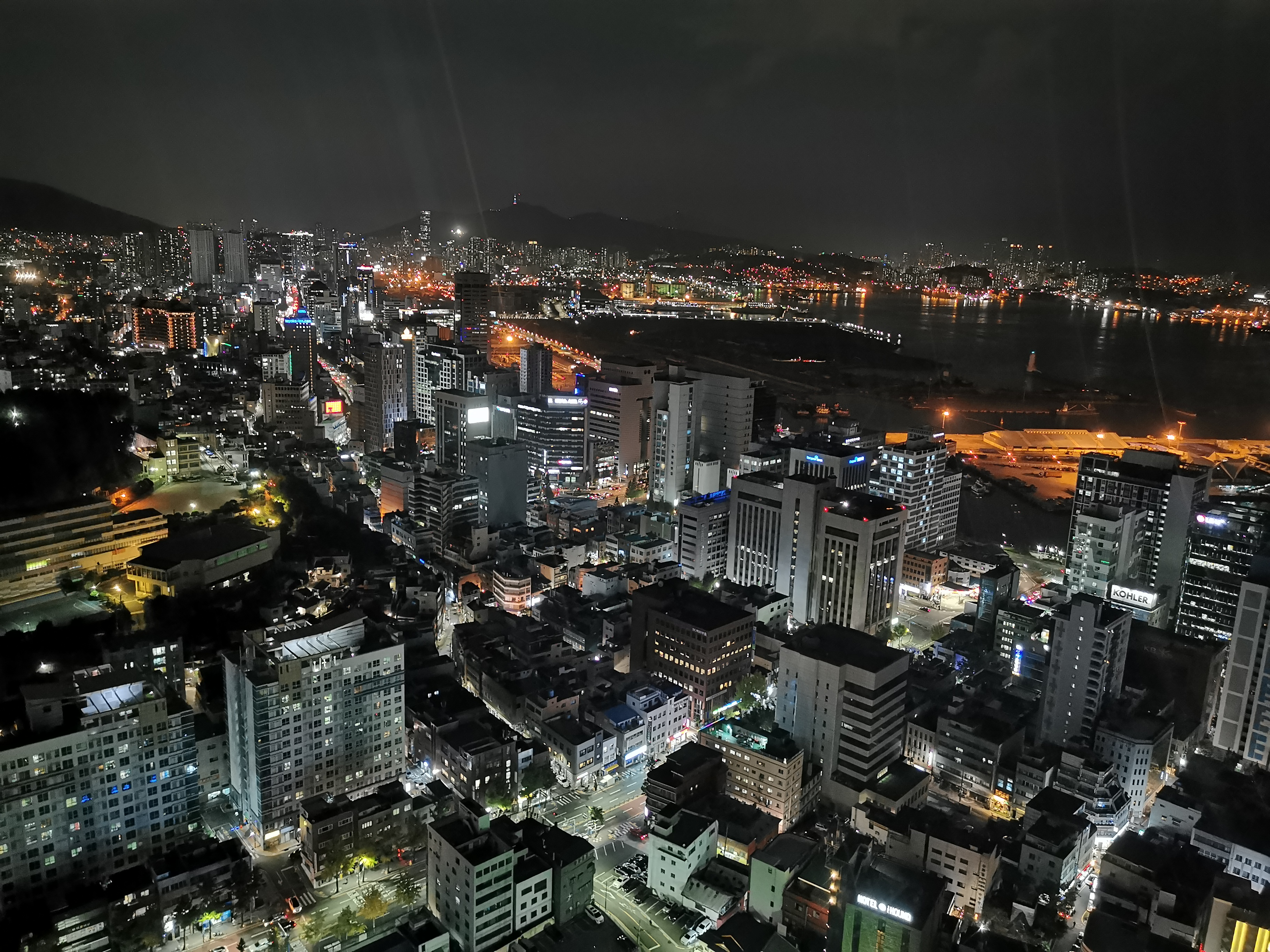
從釜山塔遠眺釜山夜景
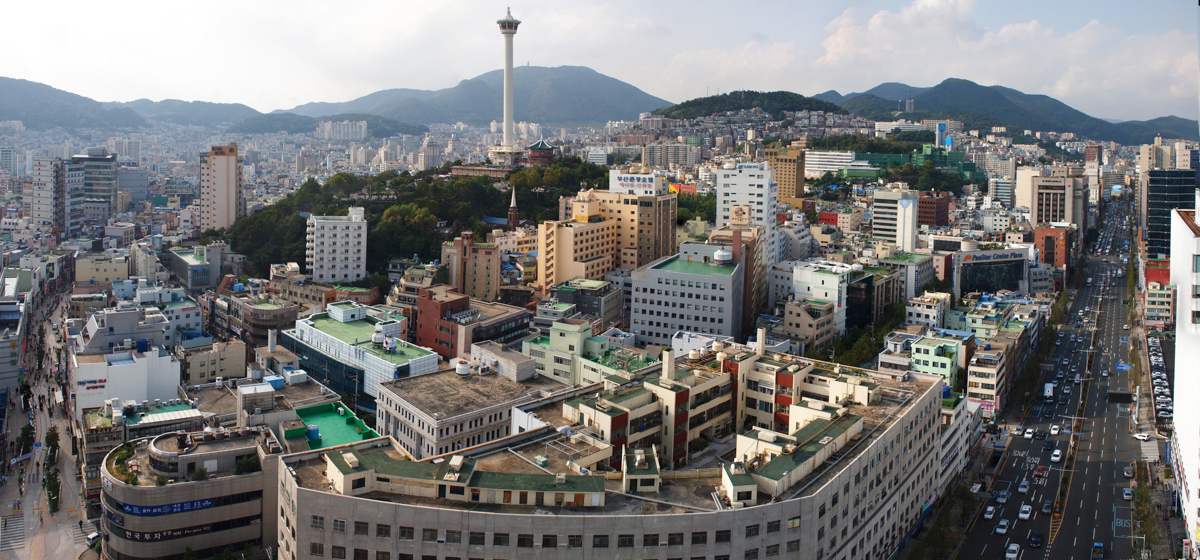
遠景
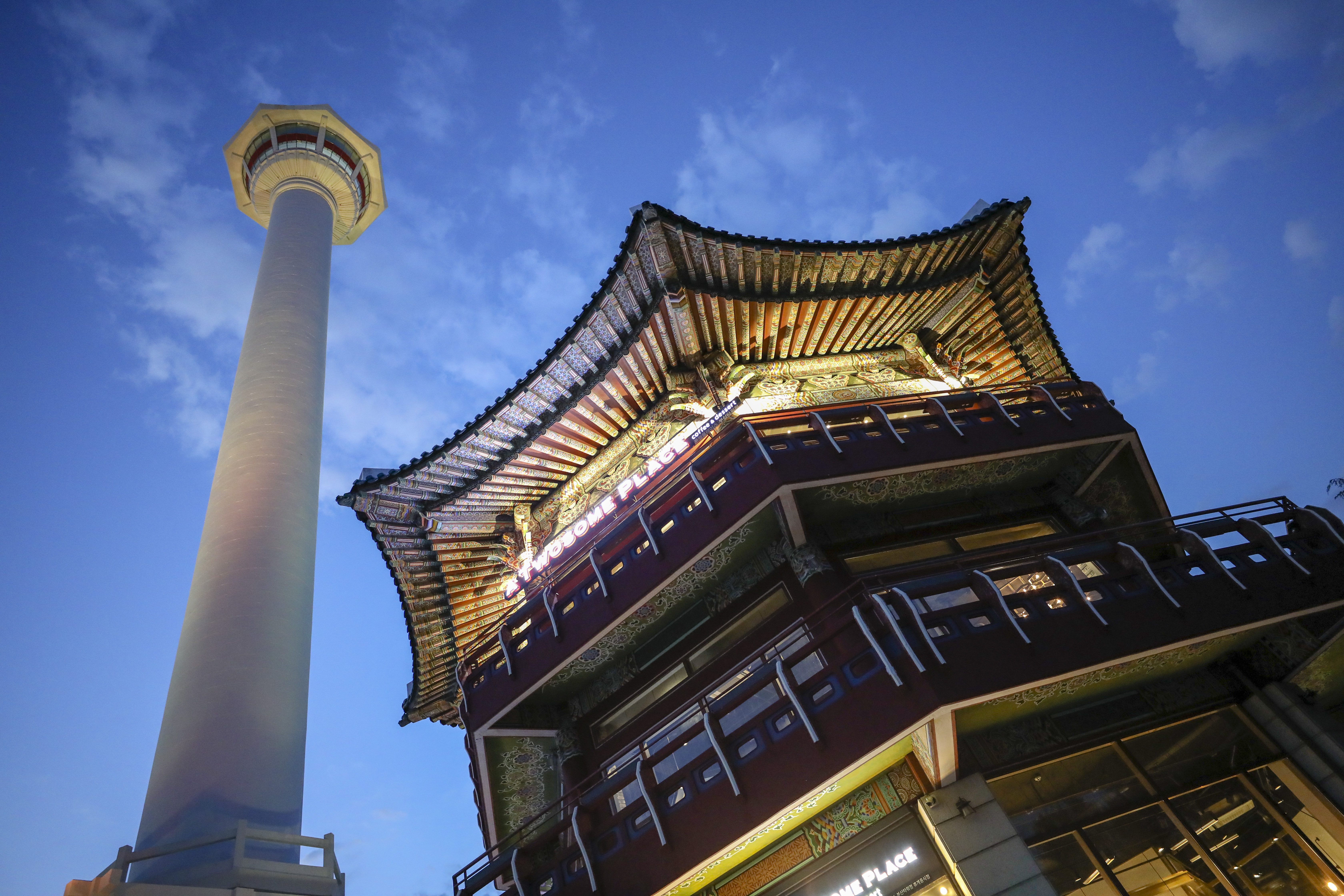
近景